# Omkareshwar
Omkareshwar (Hindi: ओंकारेश्वर) ist eine Kleinstadt im Distrikt Khandwa im indischen Bundesstaat Madhya Pradesh. Wegen des hier verehrten Jyotirlingas ist es einer der bedeutendsten hinduistischen Pilgerorte Indiens.

## Lage
Omkareshwar liegt am heiligen Fluss Narmada ca. 78 km (Fahrtstrecke) südöstlich der Stadt Indore in einer Höhe von ca. 195 m ü. d. M. Bis zur Distriktshauptstadt Khandwa sind es knapp 70 km in südöstlicher Richtung. Das Klima ist warm bis heiß; Regen (ca. 850 mm/Jahr) fällt nahezu ausschließlich während der sommerlichen Monsunzeit.

## Bevölkerung
Offizielle Bevölkerungsstatistiken werden erst seit 1991 geführt und veröffentlicht.
| Jahr      | 1991  | 2001  | 2011   |
| Einwohner | k. A. | 6.616 | 10.063 |

Die mehrheitlich Hindi sprechende Bevölkerung der Stadt besteht zu etwa 99,5 % aus Hindus; andere Religionen (Jains, Sikhs, Christen und Buddhisten) bilden kleine Minderheiten. Wie bei Volkszählungen im Norden Indiens üblich, liegt der männliche Bevölkerungsanteil deutlich höher als der weibliche.

## Wirtschaft
Die Landwirtschaft in den Dörfern der Umgebung spielt traditionsgemäß die primäre Rolle im Wirtschaftsleben der Region; im Ort selbst gibt es verschiedene Handwerks- und Dienstleistungsbetriebe und auch die zahlreichen Pilger tragen ganz wesentlich zu den privaten und städtischen Einnahmen bei.

## Geschichte
Omkareshwar bzw. seine Pilgerstätten dürften ca. 1000 Jahre oder älter sein; der älteste Tempel des Ortes (Siddhanatha Tempel) stammt aus dem 13. Jahrhundert und wurde wenige Jahrzehnte nach seiner Fertigstellung von den muslimischen Invasoren zerstört. Der Ort gehörte im 15. Jahrhundert zum Sultanat Malwa mit der Hauptstadt Mandu. Das Sultanat fand sein Ende im Jahr 1531, als es vom Sultanat Gujarat erobert wurde. Im Jahr 1561 wurde die Gegend vom Großmogul Akbar I. in das Mogulreich integriert und kam im Jahr 1818 unter die Herrschaft der Briten.

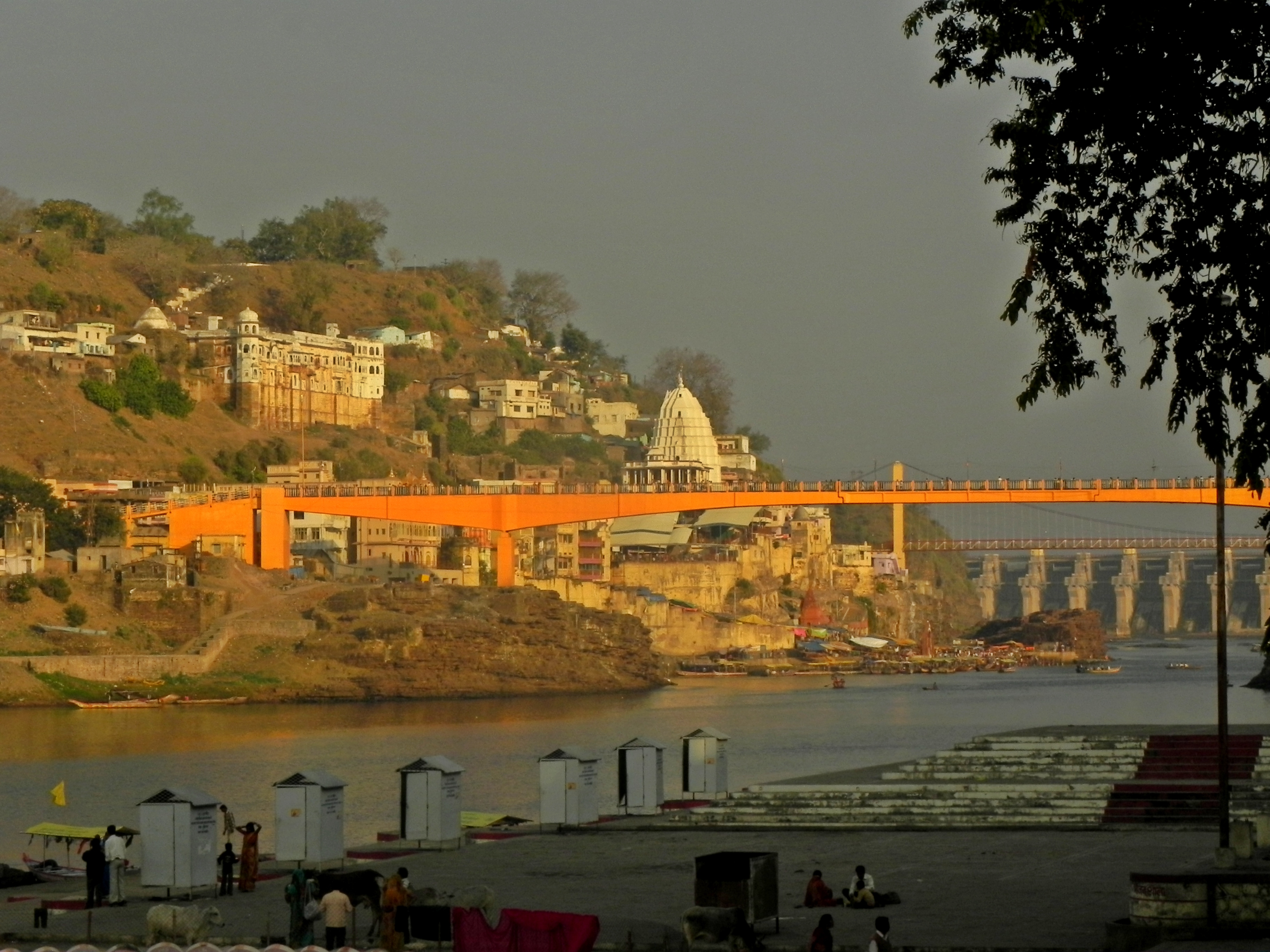
Omkareshwar – Fußgängerbrücke und Staudamm im Hintergrund

## Sehenswürdigkeiten
Das auf einer Flussinsel gelegene Shiva-Heiligtum (Mamaleshwara-Tempel) birgt eine Steinplatte, die als Lingam verehrt wird. aber auch andere Götter des Hindu-Pantheons wie Shiva und Hanuman werden in eigenen Tempeln verehrt; darüber hinaus existieren auch mehrere kleine Jain-Tempel.

## Staudamm
Knapp 1 km flussaufwärts von Omkareshwar wurde in den Jahren 2003 bis 2007 ein Staudamm zur Flussregulierung und zur Gewinnung von Elektrizität gebaut. Das Kraftwerk hat eine installierte Leistung von 520 MW; über die Staumauer führt eine Straße.